# Stribugliano
Stribugliano est une frazione située sur la commune de Arcidosso, province de Grosseto, en Toscane, Italie. Au moment du recensement de 2001 sa population était de 253 habitants.

## Monuments
- L'église San Giovanni Battista, église paroissiale du village, située dans la place principale.
- Le Palais des Marquis La Greca, situé dans la place principale, orné des armoiries des nobles La Greca, propriétaires de nombreux territoires entre Stribugliano et l'Abbandonato.
- Ferme de Abbandonato, située dans la vallée de Trasubbie, il était une fois un vieil hôpital, mentionné dans un document daté du 1153 sur le nom Trabbandonato.

## Sports
Le village est une destination populaire parmi les parapentistes, qui arrivant de les provinces de Grosseto et Sienne, mais aussi de Lazio.